# Humanisme (levensbeschouwing)

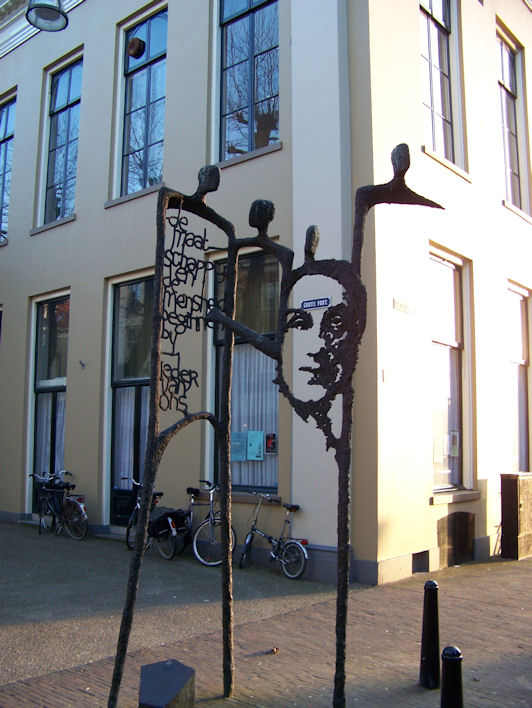
"De maatschappij en de mensheid beginnen bij ieder van ons"
Uitspraak van Johannes van Vloten in het straatbeeld van Deventer

Humanisme als levensbeschouwing, ook wel seculier humanisme of modern humanisme genoemd, is een moderne vorm van humanisme die de mens centraal stelt en uitgaat van de waarde van de mens (lat: humanus = 'menselijk'). Het humanisme gaat uit van rede, ethiek en rechtvaardigheid. Het houdt zich bezig met de vraag hoe mensen een aangenaam en gelukkig leven kunnen leiden. Daarnaast is men tegen het gebruik van het bovennatuurlijke en het spirituele om de moraal te bepalen en besluitvorming te beïnvloeden. 
De term "seculier humanisme" is in de 20e  eeuw ontstaan, om een duidelijk onderscheid te maken met "religieus humanisme". Het woord "humanisme" om een niet-christelijke levensbeschouwing aan te duiden raakte echter al in de tweede helft van de 19e eeuw ingeburgerd.

## Kenmerken
Het moderne humanisme is een niet-godsdienstige levensbeschouwing die de menselijke waardigheid, vrijheid en persoonlijkheid vooropstelt.
Als levensbeschouwing legt het humanisme de nadruk op vorming (bildung), rede, redelijkheid en wereldburgerschap. Het humanisme combineert individuele ontwikkeling met een politiek-ethisch streven naar humaniteit, dat wil zeggen: menselijkheid. Een betekenisvol, zinvol leven wordt volgens het humanisme in deze combinatie gevonden. Sleutelbegrippen in het humanisme zijn zelfontplooiing en -ontwikkeling, autonomie (in de betekenis van vrijheid en het streven naar een goed en mooi leven), verantwoordelijkheid, kritisch denken, gelijkwaardigheid en humaniteit. Het humanisme is voor de aanhangers geen vrijblijvende theorie maar een levenspraktijk.

## Ontstaan

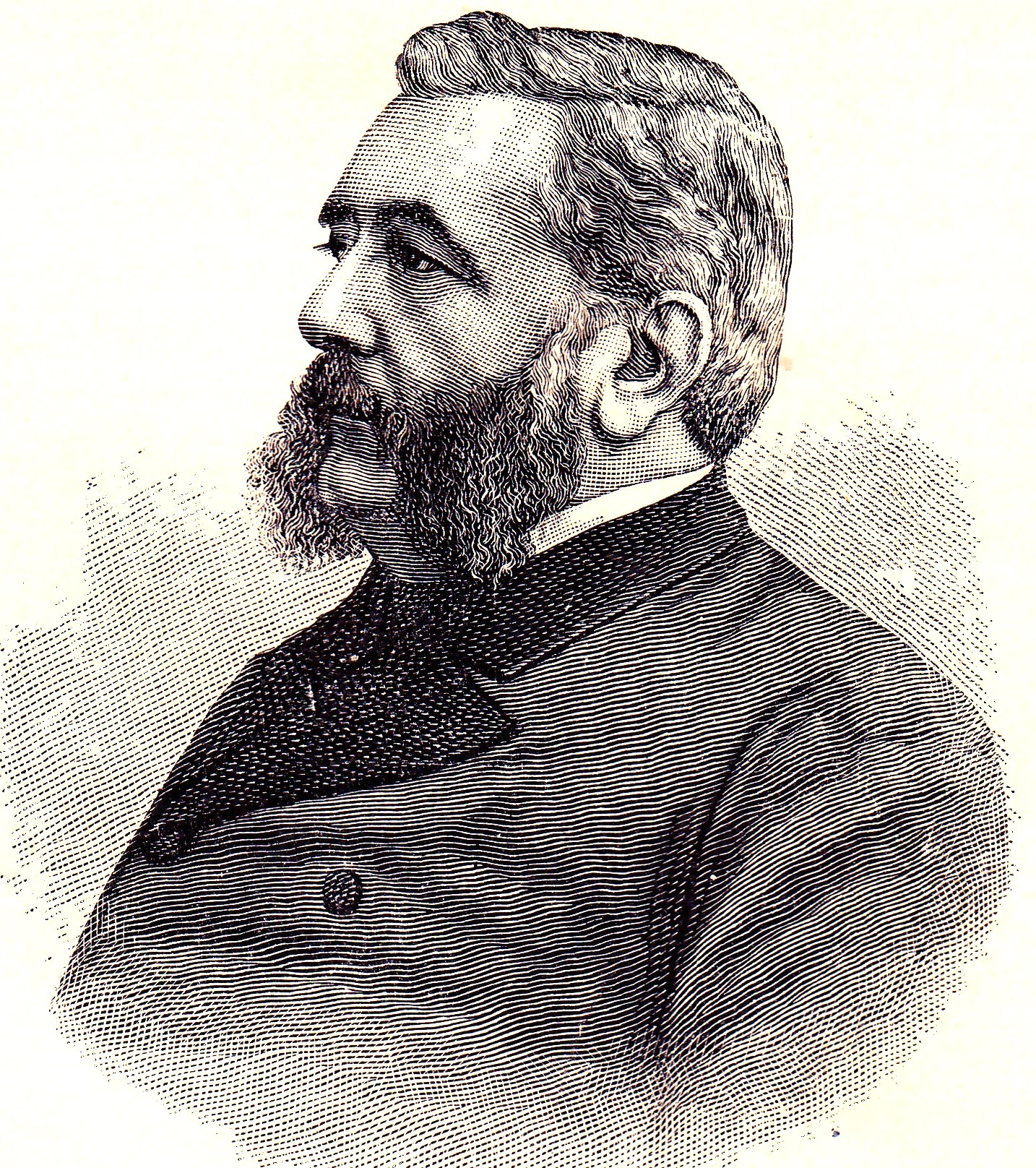
Allard Pierson was een van de eerste seculiere humanisten in Nederland

De term humanisme werd in 1808 voorgesteld door de Duitse filosoof Friedrich Immanuel Niethammer als Humanismus en had aanvankelijk een pedagogische betekenis. Het komt in de jaren 1840 in het Nederlands vaak voor als humanismus, later pas als humanisme en kan dan ook levensbeschouwelijke betekenis aannemen, waarbij het vrijwel altijd geldt als alternatief op het dan dominante protestantse christendom in Nederland. Vooral door Allard Pierson en Spinozakenner Johannes van Vloten werd 'humanisme' een niet-religieus fundament gegeven. De door hen ingezette ontwikkeling zou daar in 1946 leiden tot oprichting van het Humanistisch Verbond. Jaap van Praag was daarbij een belangrijke richtingaangever, hij was voorzitter tot 1967. Van Praag zette zich zowel in voor de belangenbehartiging van niet-godsdienstige mensen, als voor het verder uitwerken van een seculier-morele levensbeschouwing. Het verbond profileerde zich in de nog volledig verzuilde naoorlogse tijd als een alternatief voor de kerkgenootschappen. In 1945 was al de stichting Humanitas opgericht die welzijnszorg bood vanuit een niet-kerkelijk en niet-godsdienstig perspectief. De kerken verzetten zich aanvankelijk sterk tegen de invloed van het humanisme.
Het niet-godsdienstige karakter van het modern humanisme is niet uitgesproken atheïstisch te noemen. De openheid van sommige humanisten voor verschillende levensbeschouwelijke inspiratiebronnen is vooral West-Europees. In de Verenigde Staten heeft het humanisme een duidelijker atheïstische invalshoek en laat het zich vooral door de verlichting inspireren. Dit heeft te maken met de grotere rol van religie in de Amerikaanse samenleving en politiek.

## België
In België is het modern humanisme nauw verbonden met de vrijzinnigheid en maken humanistische organisaties deel uit van de koepelorganisatie Unie Vrijzinnige Verenigingen, die als "deMens.nu" ook vrijzinnige dienstverlening en netwerkactiviteiten organiseert via verschillende huizenvandeMens.

## Nederland

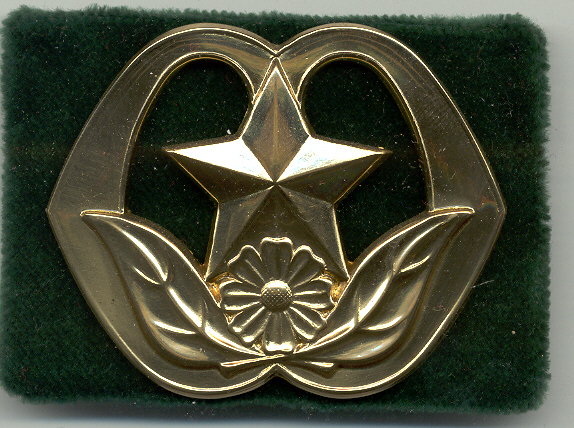
Baretembleem van een humanistisch raadspersoon in de Nederlandse krijgsmacht

Organisaties zoals International Humanist and Ethical Union (IHEU) of het Humanistisch Verbond maken gebruik van het "Happy Human"-symbool

In Nederland is het humanisme onder meer actief op het gebied van onderwijs, ontwikkelingssamenwerking, vrijwilligerswerk, levensbeschouwelijke ontwikkeling en maatschappelijk debat, vredeseducatie, wetenschappelijk onderzoek, geestelijke begeleiding (waaronder uitvaartbegeleiding en relatieviering) en mensenrechten. Binnen de koepelorganisatie Humanistische Alliantie is er verstandhouding tussen uiteenlopende humanistische organisaties zoals: 
- Humanistisch Verbond (Nederland)
- Universiteit voor Humanistiek
- Humanistisch Instituut voor Ontwikkelingssamenwerking (HIVOS)
- Humanistisch Overleg Mensenrechten (HOM)
- Humanistisch Vredesberaad (HVB)
- Jonge Humanisten (Nederland)
- Human (omroep)
- Humanitas
- De Vrije Gedachte (Atheïsme) (Vrijdenkerij)
- Het Apostolisch Genootschap (religieus humanisme)